# Паспорт гражданина Эстонии

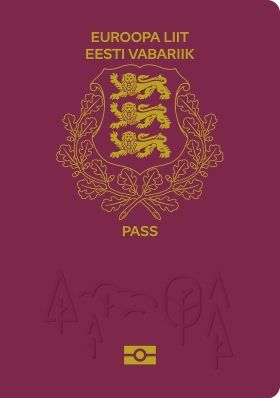
Обложка эстонского биометрического паспорта с 2021 года

Эстонский паспорт представляет собой документ, удостоверяющий личность, а также проездной документ гражданина Эстонии, выданный Бюро гражданства и миграции Департамента полиции и пограничной службы Эстонии и эстонских зарубежных представительствах за рубежом.

## Внешний вид

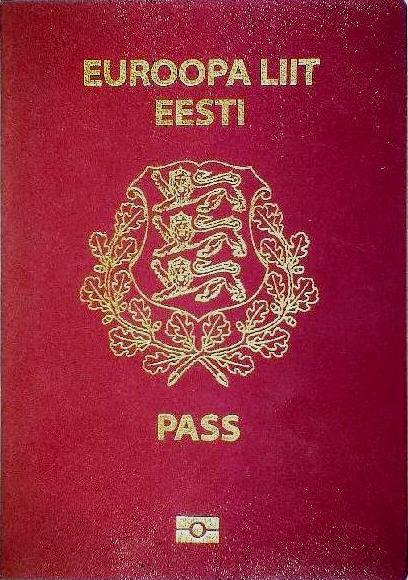
Обложка эстонского биометрического паспорта (2014-2021)

В соответствии со стандартным дизайном, применяемым в Евросоюзе, эстонский паспорт — бордового цвета, в центре передней обложки украшенный гербом Эстонской республики. Над гербом написаны слова «EUROOPA LIIT» (Европейский союз) и «EESTI» (Эстония), а под гербом — слово «PASS» (паспорт). Эстонский паспорт имеет стандартный биометрический символ внизу.

### Страница информации о владельце
Эстонский паспорт содержит следующую информацию:
- Фотография владельца
- Тип (P для обычных паспортов)
- Код выдавшего государства (EST)
- Номер паспорта
- 1 Фамилия
- 2 Имя
- 3 Гражданство
- 4 Дата рождения
- 5 Персональный номер
- 6 Пол
- 7 Место рождения
- 8 Дата выдачи
- 9 Учреждение, выдавшее документ
- 10 Дата истечения срока действия
- 11 Подпись владельца

Страница информации о владельце заканчивается зоной машинносчитываемого кода.

### Замечания

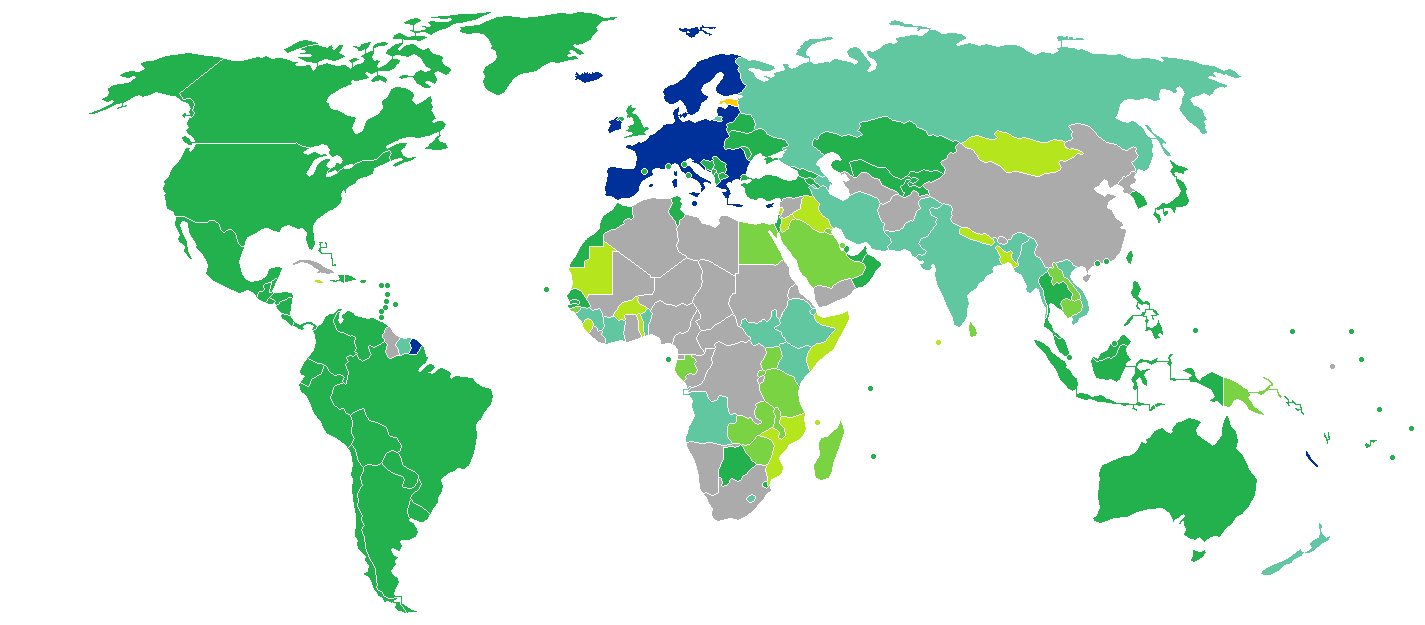
Карта мира, отражающая визовые требования для граждан Эстонии
Эстония
Свободное передвижение
Виза не требуется
Виза оформляется по прибытии
eVisa
Виза оформляется по прибытии или через Интернет
Требуется заранее оформленная виза

Паспорта, выданные период с февраля 2002 по май 2007 года, содержат сведения о государстве выдачи, адресованные властям всех других государств, идентифицирующим предъявителя как гражданина этого государства. В заметках внутри эстонского государственного паспорта содержится следующий текст:
Владелец этого паспорта находится под защитой Республики Эстония. Правительство Эстонской Республики настоящим просит всех гражданских и военных властей разрешить владельцу этого паспорта свободно и беспрепятственно пересекать границу и в случае необходимости предоставить всем нуждающимся помощь и защиту.

### Языки
Страницы с информацией напечатаны на эстонском, английском и французском языках. На отдельной странице есть перевод на все языки ЕС.

## Типы паспортов
Для жителей Эстонии отдельно от обычных паспортов выпускаются также дипломатические паспорта и служебные книжки моряка для тех лиц, которым положено иметь подобные документы.

## Визовые требования
Основная статья: Визовые требования для граждан Эстонии
По состоянию на 3 апреля 2020 года граждане Эстонии имеют возможность посещать без визы в общей сложности 179 государств и территорий, что делает Эстонский паспорт 13-м в мире по уровню свободы передвижения согласно индексу паспортов.